# Canyelles (gmina)
Canyelles – gmina w Hiszpanii, w prowincji Barcelona, w Katalonii, o powierzchni 13,99 km². W 2011 roku gmina liczyła 4275 mieszkańców.